# Jules Renard
Jules Renard   (Châlons-du-Maine, 22 de febrer de 1864 - Bucarest, 22 de maig de 1910) va ser un escriptor, poeta, dramaturg i crític literari francès. Va ser membre de Académie Goncourt i un dels fundadors de Mercure de France. Va escriure Poil de carotte (1894), Histoires naturelles (1896), La maîtresse (1896) o Ragotte (1898).
Se'n destaca un estil irònic, una gran capacitat d'observació i una aguda sensibilitat. Marcat per una infància infeliç, la seva prosa simple però alhora plena de detalls va influir en els seus contemporanis com a contraposició a l'estil naturalista precedent.